# Gérard Ifert
Gérard Ifert, auch Gérard-Roger Ifert (geb. 28. September 1929 in Basel; gest. 29. Januar 2020 in Paris), war ein Schweizer Grafikdesigner, Fotograf, Designer, Illustrator und Kunstlehrer.

## Leben und Werk
Gérard Ifert besuchte von 1945 bis 1949 an der Allgemeinen Gewerbeschule Basel die Abteilung Werbegrafik bei Armin Hofmann. Als diplomierter Werbegrafiker arbeitete er anschliessend bis 1952 als Assistent bei Ernst Scheidegger und Lanfranco Bombelli im Ausstellungsteam für den Marshallplan in Paris.
1952/1953 entwarf er für die Firma Geigy Ärztewerbung sowie einen Wanderzirkus für den Pflanzenschutz. Im August 1953 kehrte Ifert zum Gestalterteam der amerikanischen Ausstellungen nach Paris zurück. 1955/1956 widmete er sich persönlichen fotografischen Projekten.
Ifert konzipierte von 1956 bis 1960 für das Centre culturel américain in Paris Wanderausstellungen samt Faltmöbeln und Drucksachen. Anschliessend eröffnete er sein eigenes Büro, wo er u. a. für die Stylistin Maïmé Arnodin Werbemittel im konkreten Stil und später auch Messestände gestaltete. Ifert arbeitete in Paris auch mit Ellen Marx zusammen. 
1962 entwarf Ifert eine mobile Ausstellung für das Stedelijk Museum in Amsterdam, danach arbeitete er für die Expo 64 in Lausanne und Ende 1964 gestaltete er mit seinem Expo-Assistenten Rudi Meyer eine Nubien-Ausstellung für die UNESCO. Zudem entwickelten die beiden Raumkonzepte für Presseempfänge mit Modeschauen sowie eine fahrbare Werbekampagne für Prisunic. 
Gérard Ifert schuf 1968/1969 die Neueinrichtung der Pariser Buchhandlung La Hune sowie Projekte für das Kulturhaus und das Kunstmuseum in Grenoble. Ab 1973 arbeitete Ifert allein, vor allem als Szenograf und Möbelgestalter. Daneben unterrichtete er von 1965 bis 1995 an mehreren Berufsschulen und referierte an Universitäten über interdisziplinäres Gestalten und Künstler als Erfinder, worüber Ifert 2018 ein Buch publizierte.